# Don Quijote (ópera de Massenet)
Don Quijote (título original en francés, Don Quichotte) es una "comedia-heroica" (ópera) en cinco actos con música de Jules Massenet y libreto en francés de Henri Caïn.
Como tantas otras versiones dramatizadas de la historia de Don Quijote, se basa solo indirectamente en la gran novela de Miguel de Cervantes. La más inmediata inspiración proviene de Le chevalier de la longue figure ('el caballero de la larga figura'), del poeta Jacques Le Lorrain, estrenada en París en 1904. En esta versión de la novela, la sencilla campesina Aldonza (conocida como Dulcinea) de la novela original, pasa a convertirse en la sofisticada Dulcinée, una coqueta belleza local que trastorna al anciano Quijote. 

## Historia
Fue originalmente concebida como una ópera en tres actos. Massenet comenzó su composición en 1909, mientras sufría un agudo reuma que le obligaba a permanecer  largo tiempo postrado en la cama. Por ello la composición vino a ser para él algo así como un 'bálsamo calmante'. Para concentrarse en su nuevo trabajo tuvo que interrumpir la composición de Baco, otra de sus óperas. Pese a sus cinco actos, la función dura menos de dos horas.
Massenet se identificó personalmente con el protagonista cómico-heroico de la obra. Estaba enamorado de la mezzosoprano Lucy Arbell, quien cantó Dulcinée en el estreno. Por entonces el compositor tenía 67 años y solamente vivió dos años más. El papel de Don Quijote se escribió pensando en el bajo ruso Fiódor Chaliapin, quien logró en él una de los mejores interpretaciones de su carrera. Este papel se considera que es uno de los más importantes para bajo de todo el repertorio operístico.
Esta ópera fue una de las seis que Raoul Gunsbourg le encargó para la Ópera de Monte Carlo, donde se estrenó el 19 de febrero de 1910. Inmediatamente después de la 'première' mundial, fue representada en Bruselas, Marsella y París (todas en 1910). Luego, el 27 de enero de 1912 fue presentada en el Teatro de Ópera Francesa en Nueva Orleans, el 15 de noviembre de 1913 en Filadelfia, y el 18 de mayo de 1912 el Teatro de Ópera de Londres la representó también.
Después de la Primera Guerra Mundial Don Quichotte recibió su estreno en Budapest en 1917, y la Opéra-Comique en París la presentó en 1924. La Metropolitan Opera en Nueva York la interpretó solamente 9 veces en 1926.  Después de devastadoras críticas de aquellas representaciones en particular, y a la crítica de Massenet en general, por Lawrence Gilman en el Herald Tribune, la ópera nunca se ha repuesto en Nueva York. En España se estrenó el 21 de diciembre de 1929 en el Gran Teatro del Liceo de Barcelona.
Aparte de frecuentes y periódicas reposiciones en Montecarlo y Francia, también se ha representado con gran éxito en Italia (Catania en 1928, Turín en 1933 (Teatro Regio), Bolonia en 1952, Venecia en 1982, Florencia en 1992). El estreno polaco se produjo en la Ópera de Cracovia en 1962, y el estreno en la Ópera Estatal Báltica fue en 1969.
Entre las puestas en escena más recientes pueden mencionarse Barcelona en 1986 con Ruggiero Raimondi en el papel titular, París en 2000 con Samuel Ramey, San Diego 2009, con Ferruccio Furlanetto y Denyce Graves, en 2010 en Bruselas con José van Dam y en Palermo con Ferruccio Furlanetto y Arutjun Kotchinian. La ópera se representó en la Ópera de Seattle en febrero/marzo de 2011 con John Relyea en el rol titular. Está programada en versión de concierto en Madrid.
Esta ópera se representa poco; en las estadísticas de Operabase aparece la n.º 184 de las óperas representadas en 2005-2010, siendo la 21.ª en Francia y la cuarta de Massenet, con 16 representaciones en el período.

## Personajes

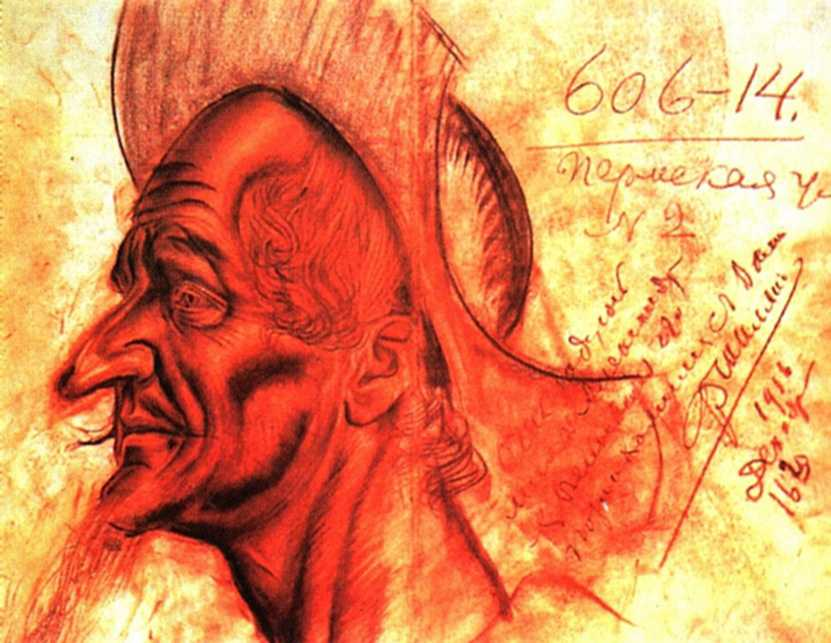
Fiódor Chaliapin en el papel de Don Quichotte por Alexandre Jacovleff

| Personaje                   | Tesitura  | Reparto el 19 de febrero de 1910 Director: Léon Jehin |
| --------------------------- | --------- | ----------------------------------------------------- |
| Dulcinée (Dulcinea)         | contralto | Lucy Arbell                                           |
| Don Quichotte (Don Quijote) | bajo      | Feodor Chaliapin                                      |
| Sancho (Sancho Panza)       | barítono  | André Gresse                                          |
| Pedro                       | soprano   | Brienz                                                |
| Garcias                     | soprano   | Brielga                                               |
| Rodriguez                   | tenor     | Edmond Warnéry                                        |
| Juan                        | tenor     | Charles Delmas                                        |
| Jefe de los bandidos        | actor     | Delestang                                             |

## Trama

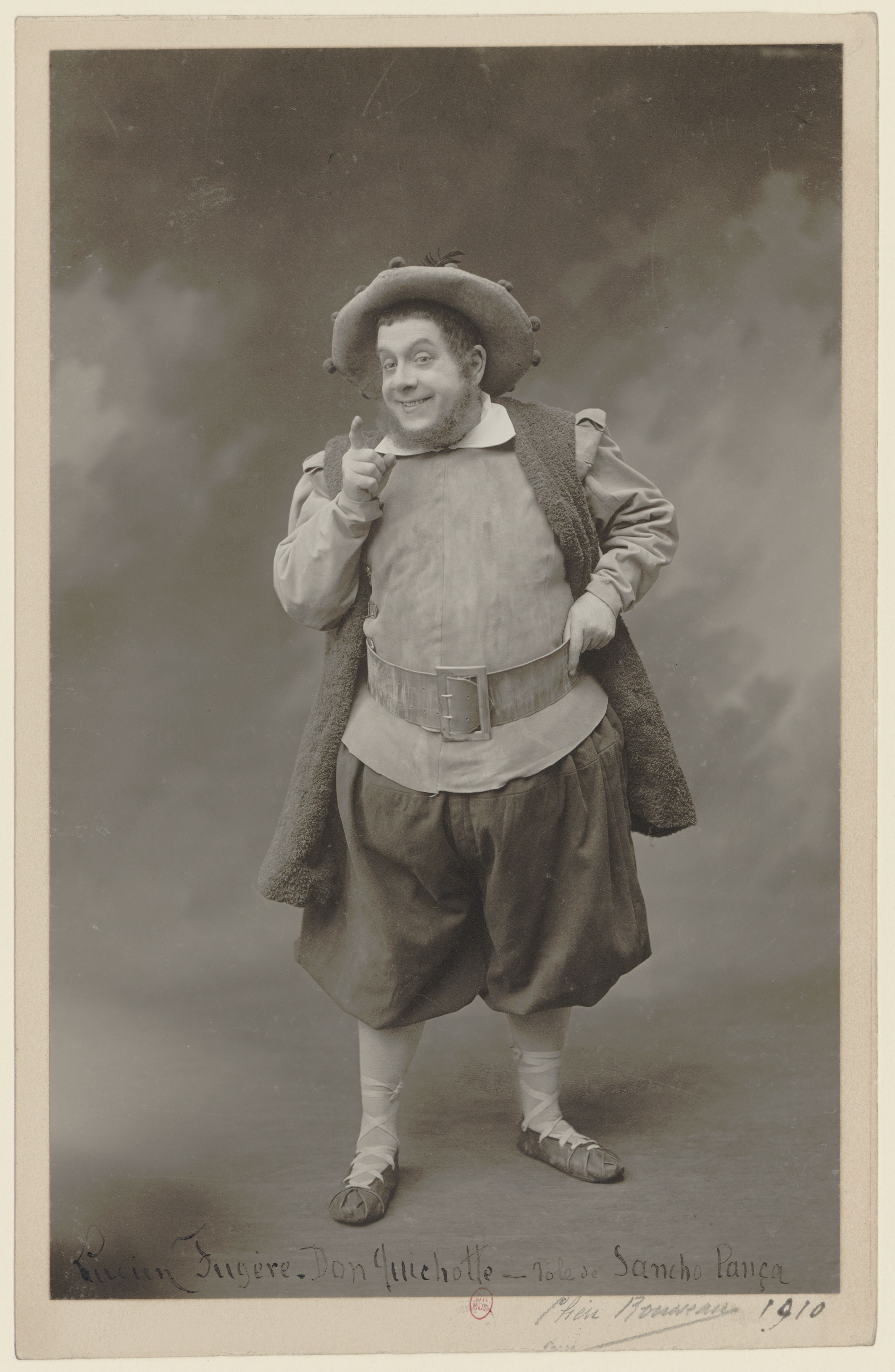
Lucien Fugère representando a Sancho Panza en Don Quijote de Massenet (1910)

### Acto I
La escena tiene lugar ante la casa de Dulcinea. Ella escucha coqueta las serenatas de cuatro admiradores. Llegan Don Quijote y Sancho en sus monturas y echan algunas monedas a los presentes, que se van. Don Quijote también la canta y despierta los celos de Juan, que lucha a espada con él. Dulcinea está encantada por la caballerosidad del señor, que prendado de ella le promete recuperar un collar de perlas que había robado Ténébrun, el jefe de los bandidos.

### Acto II
Don Quijote escribe un poema en el campo, en un día neblinoso. Sancho manifiesta su mala opinión sobre Dulcinea y sobre las mujeres en general. Al disiparse la niebla se entreven unos molinos que su amo toma por gigantes y ataca al más próximo ante el horror de su fiel escudero, pero solo consigue ser izado por una de las aspas. 

### Acto III
En una noche oscura en los montes, el caballero supone que los bandidos están cerca. Hace guardia mientras Sancho va a dormir. Efectivamente los bandidos aparecen y tras un forcejeo hacen prisionero a D. Quijote, pero Sancho huye. Los bandidos impresionados por el coraje del anciano, intentan matarlo y él se encomienda a Dios. Ténébrun, el jefe, se compadece y le perdona la vida. Don Quijote le explica que necesita recuperar el collar, y lo consigue. Los bandidos se van con su bendición.

### Acto IV
Hay una fiesta en el jardín de Dulcinea, pero ella está melancólica. Cuando se van todos a cenar llegan Don  Quijote y Sancho Panza. Este le pide una recompensa por sus trabajos y Don Quijote le habla de ínsulas, castillos y riquezas como premios. Vuelven Dulcinea y sus invitados, y el caballero de la Larga Figura le entrega el collar ante la aclamación general. Aprovechando la ocasión, él le pide matrimonio, no consiguiendo más que risas. Dulcinea conmovida, dice a sus invitados que se vayan y pide disculpas al caballero, explicándole que sus destinos son diferentes. Regresan todos y se burlan de nuevo de D.Quijote. Sancho protesta y se lo lleva.

### Acto V
Don Quijote agoniza en una clara noche en un boscoso puerto de montaña. Recuerda su promesa de recompensa a Sancho y le habla de una isla de sueños. En sus últimos alientos escucha en una estrella brillante la voz de Dulcinea llamándolo desde el otro mundo. Expira y Sancho llora sobre su cadáver.